# Orlice
Orlice (německy Adler, polsky Orlica) je řeka ve východních Čechách. Její celková délka činí 32,7 km (od soutoku Divoké a Tiché Orlice), celková plocha povodí měří 2036,9 km², z toho na území Česka připadá 1964,9 km². Vzniká soutokem dvou zdrojnic – Divoké Orlice dlouhé 99,3 km a Tiché Orlice dlouhé 107,5 km.

## Průběh toku
Řeka získává jméno Orlice od soutoku Divoké a Tiché Orlice mezi Žďárem nad Orlicí, Světlou a Albrechticemi nad Orlicí. Protéká obcemi Týniště nad Orlicí, Petrovice, Štěnkov, Třebechovice pod Orebem, Nepasice, Blešno a Svinary. V Hradci Králové se z levé strany vlévá do řeky Labe. Tok řeky Orlice charakterizují četné meandry a slepá ramena. Jde o jeden z mála zachovalých a minimálně narušených vodních toků v Česku.
V roce 2021 byl tok pod Týništěm prodloužen o přibližně půl kilometru, když na něj bylo napojeno odstavené rameno Jordán.

### Větší přítoky
Zleva – Novoveský potok, Stříbrný potok.
Zprava – Dědina, Cihelnický potok.

## Vodní režim
Průměrný průtok Orlice u ústí činí 21,8 m³/s.

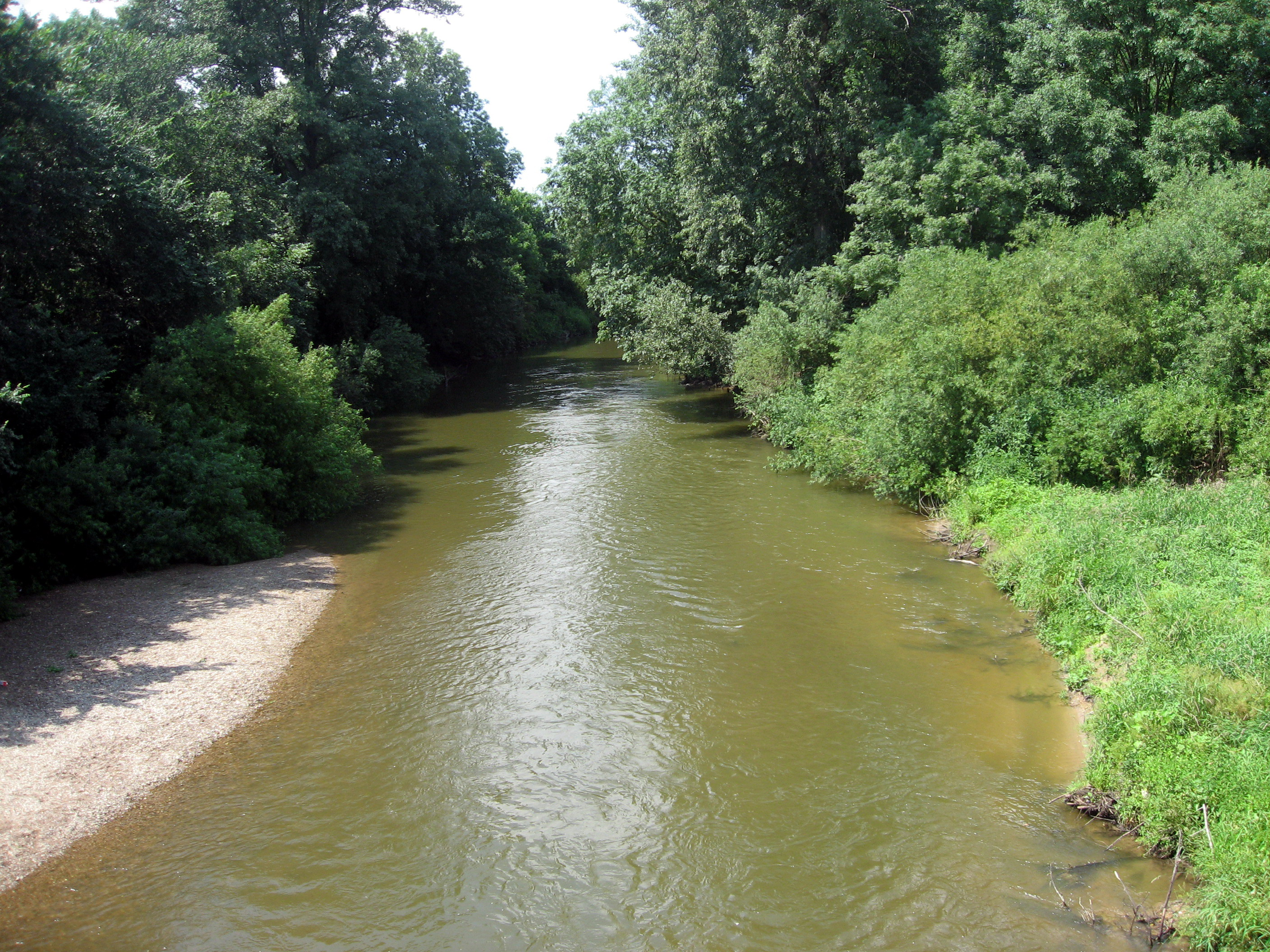
Orlice u Třebechovic pod Orebem

Průměrné dlouhodobé měsíční průtoky Orlice (m³/s) v Týništi nad Orlicí:
Průměrné měsíční průtoky Orlice (m³/s) v Týništi nad Orlicí v roce 2014:
Hlásný profil:
| místo              | říční km | plocha povodí | průměrný průtok (Qa) | stoletá voda (Q100) |
| ------------------ | -------- | ------------- | -------------------- | ------------------- |
| Týniště nad Orlicí | 30,9     | 1554,17 km²   | 16,50 m³/s           | 516 m³/s            |

N-leté průtoky v Týništi nad Orlicí:
| N-leté průtoky | Q1  | Q5  | Q10 | Q50 | Q100 |
| -------------- | --- | --- | --- | --- | ---- |
| Q [m³/s]       | 126 | 244 | 301 | 447 | 516  |

## Využití
V minulosti byla na Divoké i Tiché Orlici provozována voroplavba. Tok řeky tvoří základ rozsáhlého přírodního parku Orlice, jehož součástí je i řada chráněných území a přírodních rezervací. Řeka je vhodná pro vodní turistiku, protože je sjízdná v celé své délce od Albrechtic nad Orlicí až po soutok s Labem. V celé své délce 33 km má pouze 3 jezy, které je nutno přenést, proto tato klidně meandrující řeka je poměrně nenáročná a vhodná i pro začátečníky.